# Pisione oerstedii
Pisione oerstedii är en ringmaskart som beskrevs av Grube 1857. Pisione oerstedii ingår i släktet Pisione och familjen Pisionidae. Utöver nominatformen finns också underarten P. o. pulla.